# 太田貞固
太田 貞固（おおた さだもと、嘉永3年3月11日（1850年4月22日） - 明治40年（1907年）10月21日）は、日本の陸軍軍人。最終階級は陸軍少将。

## 経歴
信濃国松本城下に松本藩士の子として生まれる。藩校崇教館に学び、慶応年間には藩の師範代となる。1870年藩命により大阪陸軍兵学寮に入り1872年卒業。のち西南戦争に従軍。
日清戦争では貔子窩に上陸し金州城の戦いに参戦。下関条約で日本が台湾を支配すると、守備隊歩兵第4連隊長として嘉義城に入城。1898年に第1師団歩兵第15連隊長、1900年に第7師団歩兵第26連隊長。
日露戦争では盛京省鳳凰城を守備し遼陽会戦、沙河会戦に参戦。1905年後備歩兵第1旅団長となり、陸軍少将となる。その後歩兵第30旅団長として再出征し、1906年予備役に編入され帰朝した。

## 栄典・授章・授賞
位階
- 1905年（明治38年）9月6日 - 正五位[1]
- 1907年（明治40年） - 従四位

勲章等
- 1889年（明治22年）11月29日 - 大日本帝国憲法発布記念章[2]
- 1895年（明治28年）11月18日 - 明治二十七八年従軍記章[3]
- 1896年（明治29年）11月25日 - 勲三等瑞宝章[4]
- 1900年（明治33年）3月31日 - 旭日中綬章[5]
- 1906年（明治39年）4月1日 - 功三級金鵄勲章、明治三十七八年従軍記章[6]

外国勲章佩用允許
- 1906年（明治39年）6月28日 - 大韓帝国：勲二等太極章[7]